# Osvaldo Moreno (Musiker)
Osvaldo Moreno (Osvaldo Fortunato Buzón; * 4. Juni 1912 in Buenos Aires; † 28. August 1988 ebenda) war ein argentinischer Tangosänger und Schauspieler.

## Leben
Moreno debütierte 1931 mit dem Orchester seines Bruders Manuel Moreno bei Radio Prieto und trat danach bei Radio Porteña, La Voz del Aire, Radio Argentina und schließlich wieder bei Radio Prieto auf. Mit Félix Gutiérrez als zweitem Sänger spielte das Orchester 1932 in verschiedenen Shows und am Ende des Jahres im Kino Villa Crespo vor der abendlichen Aufführung des Films La mujer de los cabellos rojos (mit Jean Harlow). Moreno nahm mit dem Orchester seines Bruders acht Titel auf, darunter den Tango Mediodía von Manuel Buzón und Celedonio Flores.
Ab 1933 begann er eine Laufbahn als Solist, wobei er von Alberto Vila unterstützt wurde, der ihm erlaubte, sein Repertoire zu singen und ihm für sein Debüt bei Radio Prieto sein Gitarrenensemble überließ. 1935 trat er neben seinen Engagements beim Radio mit Manuel Buzóns Orchester bei der Wahl der Miss Radio im Kino Monumental auf. Erfolgreich war er in dieser Zeit mit der Interpretation des Walzers Noches de Atenas und des Tangos Papel picado und 1936 der Tangos Flor del valle von Guillermo Barbieri, Es una santa mamá von Miguel Caló und No vale la pena von Antonio Helú. 1938 nahm er an einem Benefizkonzert im Luna Park teil zu dem Zweck, die Musiker, die mit Carlos Gardel bei einem Flugzeugabsturz in Uruguay gestorben waren, nach Argentinien zu überführen.
Ende 1938 erhielt er eine Nebenrolle in Mario Sofficis Film El viejo doctor. Anfang 1939 sang er in Leopoldo Torres Ríos’ Film El sobretodo de Céspedes begleitet vom Orchester José Tinellis Rodolfo Sciammarellas Milonga Quién te dice. Daneben trat er in verschiedenen Programmen bei Radio Belgrano auf, u. a. in der Sendung Audición Misteriosa mit Nelly Omar, Fanny Loy und Carlos Viván. Beifall erhielt er für die Interpretation der Milonga Milongueando von Francisco Pracánico und Carlos Pesce und der Tangos Suerte loca und Corazón.
1941 war er bei Radio Argentina engagiert. Außerdem trat er am Theater in der Regie von Julio Irigoyen in dem Stück Gran pensión La Alegría, in Una novela de sorpresas (mit Luis Sandrini, Azucena Maizani und Tita Merello) und in Los muertos (von Florencio Sánchez) auf. 1943 gründete er ein Duo mit Lito Bayardo, das bei Radio Belgrano debütierte und mit Allá en el bajo seinen größten Hit hatte.
Nach der Trennung von Bayardo 1944 kehrte er zu Radio Splendid zurück. Nach dem Tod Manuel Buzóns übernahm er ab August 1955 für einige Zeit die Leitung von dessen Orchester. Ende der 1950er Jahre pausierte er für einige Jahre, bis er ab 1961 erneut bei Radio Del Pueblo und Radio Belgrano auftrat.